# Tadayoshi Ichida
Tadayoshi Ichida (市田忠義 Ichida Tadayoshi?) nació el 28 de diciembre de 1942 en Osaka, Japón. Es un político japonés, miembro del Partido Comunista Japonés. 
Estudió en la Universidad Ritsumeikan. Se afilió al PCJ en el año 1963. El 12 de julio de 1998 asumió como miembro de la Cámara de Consejeros de Japón, cargo que ocupa hasta el día de hoy. En el año 2000 fue elegido Secretario General del PCJ en el XXII Congreso del Partido, junto con su compañero Kazuo Shii que fue elegido presidente del PCJ.